# Leptotarsus orion
Leptotarsus orion är en tvåvingeart som först beskrevs av Hudson 1895.  Leptotarsus orion ingår i släktet Leptotarsus och familjen storharkrankar. Inga underarter finns listade i Catalogue of Life.